# OFI Crete FC
O OFI Crete FC (também conhecido como OFI Heraclião ou simplesmente OFI - em grego: ΟΦΗ - Όμιλος Φιλάθλων Ηρακλείου / Ómilos Filathlós Iráklion - em tradução literal, Fã-clube de Heraclião) é um clube de futebol da Grécia, situado na cidade de Heraclião, na ilha de Creta. O clube joga suas partidas no Estádio Pankritio, com capacidade para 26.400 pessoas. Suas cores são o preto e o branco. A equipe disputa atualmente, a primeira divisão do Campeonato Grego.
Até a temporada 2008-09, foi um dos 5 clubes que disputaram todos os Campeonatos Gregos, desde sua profissionalização na temporada de 1979-80, mas o rebaixamento na citada temporada quebrou uma sequência de 33 anos seguidos na elite.

## História

### Inicio
O clube foi fundado em 1925 por um grupo de atletas da cidade de Heraclião, maior cidade da ilha de Creta, com o mesmo nome que é agora.

### A chegada à primeira divisão
O clube ficou muito tempo sem relevância nacional, só chegando à primeira divisão na temporada 1968-69, ficando em 15º, mas foi rebaixado na temporada de 1970-71, ficando na 17ª colocação.

### Retorno à elite
Retornou à elite na temporada de 1976-77, onde permaneceu até a temporada 2008-09, feito alcançado só por 5 clubes do país.
No final da década de 80, o clube cretense teve seu melhor período: foi vice-campeão do Campeonato Grego na temporada de 1985-86; na temporada seguinte ficou na terceira colocação do mesmo e conquistou a Copa da Grécia, seu único título de relevância; essa conquista levou-lhe à disputa da Taça dos Clubes Vencedores de Taças em 1987-88, onde foi eliminado na 2ª rodada pela Atalanta, venceu em casa por 1 a 0 e perdeu fora por 2 a 0; em 1989-90 foi novamente finalista da Copa, mas perdeu para o Olympiakos por 4 a 2.
Participou 4 vezes da Taça UEFA, tendo seu melhor desempenho na temporada de 1993-94 onde eliminou o Slavia Praga, empatando fora em 1 a 1 e vencendo em casa por 1 a 0; passou também pelo Atlético de Madrid, perdeu fora por 1 a 0, mas venceu em casa por 2 a 0; entretanto, foi eliminado pelo Boavista ao ser goleado em 4 a 1 em casa e perder de 2 a 0 fora.

## Títulos
- Copa da Grécia: 1986-87

## Ligações Externas
- OFI Crete FC no Instagram
- OFI Crete FC no Facebook
- OFI Crete FC no X